# Lacanobia pallida
Lacanobia pallida là một loài bướm đêm trong họ Noctuidae.